# Washington Bears
I Washington Bears furono una squadra professionistica di basket con sede a Washington, attiva negli anni quaranta e vincitrice nel 1943 del World Professional Basketball Tournament.

## Storia
Fondata nel 1941 per volontà dell'imprenditore e giornalista sportivo Harold "Hal" Jackson, la squadra era composta interamente da giocatori afroamericani. Sponsor societario era l'impresario teatrale Abe Lichtman. 
Approfittando della crisi economica in cui versava Bob Douglas, e conseguentemente dei suoi New York Rens (la squadra più forte dell'epoca), Jackson riuscì a ingaggiare numerosi giocatori dei Rens fra cui: Tarzan Cooper, Pop Gates, Dolly King, Wilmeth Sidat-Singh, Zack Clayton.
Nel 1943 i Bears vinsero (con Tarzan Cooper allenatore-giocatore) il World Professional Basketball Tournament centrando 41 vittorie su altrettante partite disputate.